# Instituto Antártico Argentino

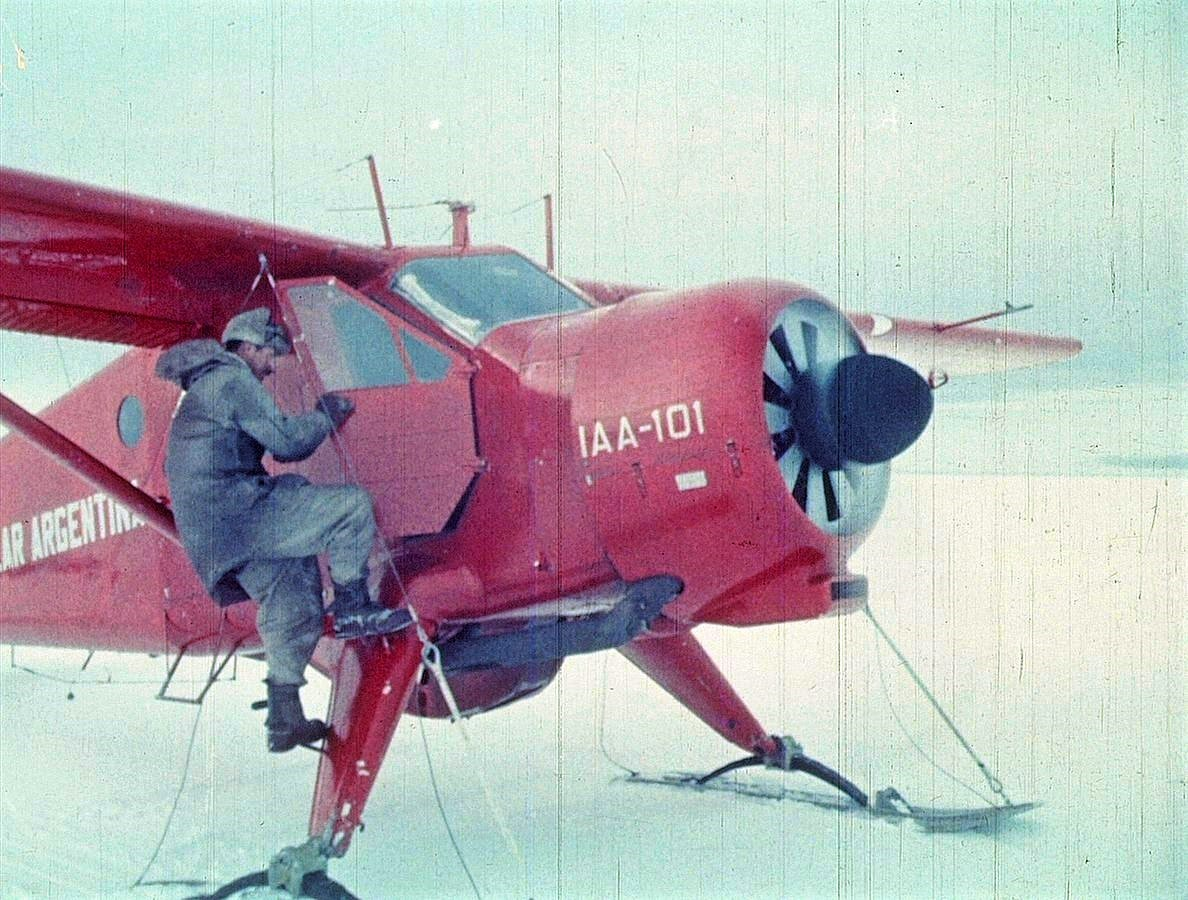
DHC-2 Beaver matrícula IAA-101 en 1957 en la Base Belgrano I. Fue el primer avión del IAA.

El Instituto Antártico Argentino (IAA) es el organismo gubernamental que centraliza la planificación, coordinación y control de las actividades científicas que la República Argentina lleva a cabo en la Antártida. 
Se halla bajo dependencia de la Dirección Nacional del Antártico, que a su vez depende del Ministerio de Relaciones Exteriores, Comercio Internacional y Culto, teniendo también la función de asesorar a ese ministerio en temas científicos antárticos y además la de ejercer la representación ante el Comité Científico para la Investigación en la Antártida (SCAR, por sus siglas en inglés).

## Historia
Este organismo se creó por decreto n.º 7338 del presidente Juan Domingo Perón, del 17 de abril de 1951, bajo la dependencia del Ministerio de Asuntos Técnicos, siendo su primer director el coronel Hernán Pujato. En los fundamentos del decreto de creación se adujo la necesidad de la existencia de un organismo especializado que en forma permanente, oriente, controle, dirija y ejecute las investigaciones y estudios de carácter técnico-científicos vinculados a las actividades antárticas argentinas, en coordinación con la Comisión Nacional del Antártico, que dependía del Ministerio de Relaciones Exteriores. Naciendo así el primer Instituto Antártico del Mundo, siendo primera entidad que reunió todas las disciplinas científicas y técnicas en un mismo ámbito, fortaleciendo su carácter interdisciplinario.
El Reglamento Orgánico del Instituto Antártico Argentino fue establecido el 26 de enero de 1956, mediante el cual se fijó el carácter científico y técnico del mismo, pasando a depender del Ministerio de Marina. Fue designado nuevo director del IAA el contraalmirante Rodolfo N. M. Panzarini, quien cumplió esa función en dos períodos: (1956-57) y (1958-68).[cita requerida]

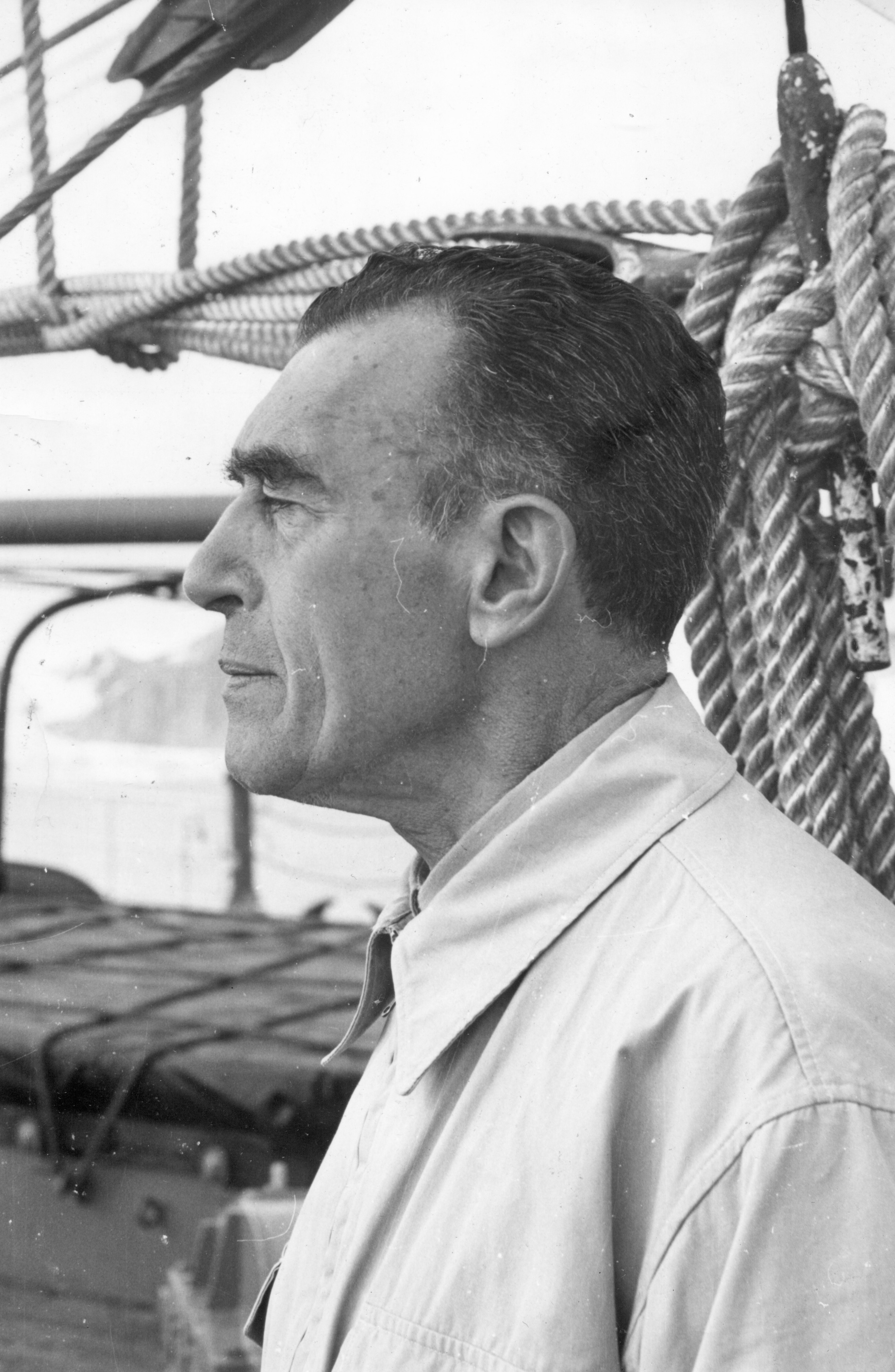
Gral. Hernán Pujato. Impulsor y primer Director del Instituto Antártico Argentino.

El IAA participó en el Año Geofísico Internacional (1957-1958) y en el Año Internacional del Sol Quieto (1964-1965). Entre 1958 y 1963 administró la Estación Científica Ellsworth, ubicada sobre el mar de Weddell, luego de habérsela cedido los Estados Unidos. El 29 de noviembre de 1964 la Armada Argentina transfirió al IAA las instalaciones que poseía en la bahía Paraíso, en donde el 17 de febrero de 1965 fue inaugurada la Estación Científica Almirante Brown, construyéndose un laboratorio de biología.
A partir del 1 de enero de 1970, el IAA quedó bajo la dependencia de la Dirección Nacional del Antártico, creada bajo dependencia del Ministerio de Defensa con funciones administrativas y logísticas por ley n.º 18513 de 1969. El IAA pasó a ser su organismo científico con tres departamentos: Científico, Técnico y de Intercambio Científico. 
El 12 de febrero de 1982 fue fundada la Base Científica Carlini (Ex Jubany), sobre la base del Refugio Caleta Potter en isla 25 de Mayo. Allí funciona el Laboratorio Dallmann, en cooperación científica de la República Federal Alemana. Esta Base representa la mayor usina de investigación científica antártica de nuestro país, produciendo más del 50% de los trabajos científicos totales en temática antártica, convirtiéndola en la principal base científica antártica de la República Argentina.
El 12 de abril de 1984 un incendio destruyó parcialmente la Base Brown, que pasó a ser ocupada solo en temporada estival.
Por Decreto n.º 207 del 2003, la Dirección Nacional del Antártico (DNA) y el Instituto Antártico Argentino (IAA) pasaron a dependencia de la Subsecretaría de Política Exterior dependiente de la Secretaría de Relaciones Exteriores del Ministerio de Relaciones Exteriores, Comercio Internacional y Culto. Por decisión administrativa 509/2004, el DNA y el IAA puesta bajo dependencia directa de ese ministerio.
En marzo de 2015 se inauguró una nueva sede de 1900 m² en el Campus Miguelete de la Universidad Nacional de General San Martín. El nuevo edificio incluye nueve laboratorios de investigación científica que son de uso exclusivo del IAA.

## Objetivos y proyectos

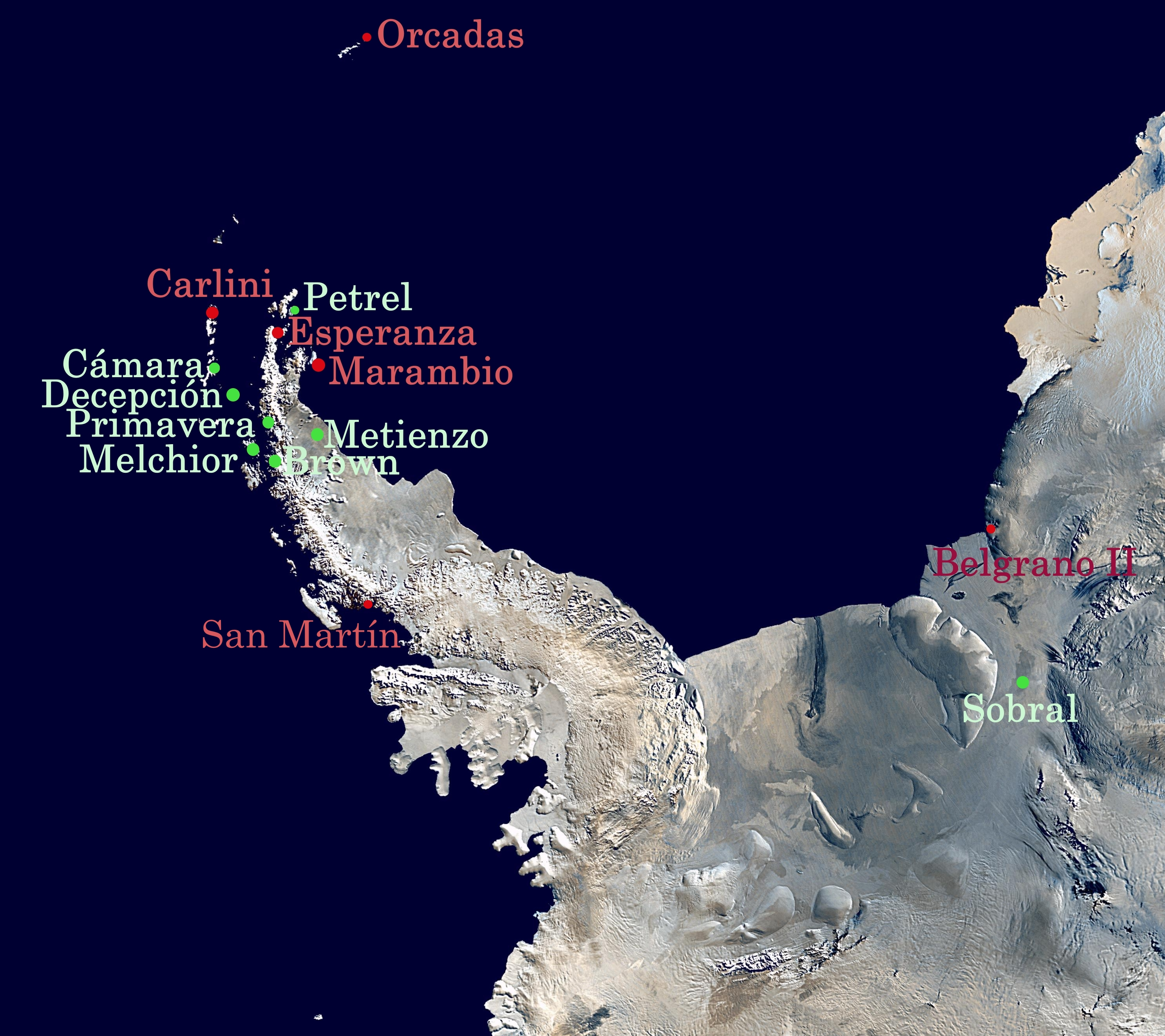
Base científicas argentinas en la Antártida.

Entre sus objetivos, el Instituto Antártico Argentino fomenta el conocimiento, investigación y estudio del continente antártico.
Coordina la actividad científica que se desarrolla en las distintas bases antárticas argentinas.
Los proyectos de investigación abarcan diferentes áreas:
- Ciencias de la Atmósfera
- Ciencias Biológicas
- Ciencias de la Tierra
- Ciencias del Mar
- Gestión Ambiental
- Ciencias Sociales y Humanidades
- Química Ambiental

## Líneas prioritarias de trabajo
Las actividades científico-tecnológicas que desarrolla el IAA abarcan un amplio espectro de disciplinas científicas, entre las que se destacan aquellas que estudian las conexiones entre la Antártida y el territorio Sudamericano argentino, cuyo objetivo es develar las íntimas relaciones biogeográficas entre ambas regiones, tanto actuales como las del pasado geológico. Ello resulta vital para un país que sostiene un reclamo soberano sobre una porción del continente blanco: conocer nuestro territorio y demostrar que ese triángulo de la Antártida conocido como el Sector Antártico Argentino posee íntimas conexiones con el resto de nuestro territorio nacional en Sudamérica, es una forma de validar nuestras pretensiones soberanas.
El IAA también aborda con carácter prioritario el estudio de los efectos del cambio climático, para poder estimar cambios en diferentes parámetros físico-químicos, su impacto sobre la biota marina y terrestre, y la respuesta de las especies antárticas a esos cambios. Asimismo, y por resultar crucial la conservación de los recursos vivos de los mares australes, se realiza un monitoreo permanente de especies clave para identificar y mitigar los impactos de origen humano, asociados principalmente a las pesquerías, y distinguirlos de aquellos que provienen de fuentes naturales, lo cual resulta fundamental para diseñar y promover medidas de conservación en el ámbito del Sistema del Tratado Antártico. El IAA también lleva a cabo investigaciones en la alta atmósfera, especialmente aquellas vinculadas al estudio del adelgazamiento de la capa de ozono, el cual puede generar efectos adversos tanto sobre la biodiversidad terrestre y marina como sobre la salud humana, no sólo en la Antártida, sino también en regiones patagónicas.  Como se advierte, lo que ocurre en la Antártida tiene efectos directos sobre nuestra población y sobre nuestros recursos, y por ello resulta crítico para la Argentina abordar su estudio minucioso.
Otras investigaciones en la alta atmósfera están relacionadas con el estudio del clima espacial, que permiten detectar perturbaciones y predecir fenómenos solares, lo cuales pueden generar problemas en los sistemas de comunicaciones terrestres y en los sistemas de posicionamiento global (GPS). La red sismológica con asiento en los laboratorios multidisciplinarios instalados en bases antárticas argentinas contribuye a redes internacionales de detección y seguimiento de eventos sísmicos.
El IAA también lleva adelante líneas de investigación microbiológica apuntadas a identificar posibles aplicaciones biotecnológicas derivadas del estudio de organismos antárticos, como por ejemplo la biorremediación de suelos contaminados por hidrocarburos a partir de microorganismos autóctonos. Esto representa un conocimiento científico que podrá sentar las bases para el desarrollo de nuevos productos y tecnologías con aplicación comercial e industrial de alto valor agregado para nuestro país.
Las líneas de estudio en Ciencias Sociales, de aparición más tardía en el continente blanco que las Ciencias Naturales, están también cobrando ímpetu en el IAA, pues poseen un potencial muy interesante para un país con una historia de más de un siglo de actividades en el continente antártico. Saber quiénes fuimos, y qué y cómo hicimos lo que lo hicimos, como así también saber quiénes fueron los países que nos acompañaron en la Antártida en el último siglo y cómo se han movido en esta inusual arena, constituye una herramienta clave para mirar hacia adelante y planificar el futuro.
De modo complementario, el IAA provee asesoramiento científico a las delegaciones argentinas que participan de los foros de negociación del Sistema del Tratado Antártico, para asegurar que las posiciones e intereses de la Argentina en esos foros sean debidamente sopesados. El IAA también participa de actividades de difusión en formatos muy diversos y con participación creciente en redes sociales, con el fin de divulgar sus resultados, sensibilizar a la población sobre la importancia de la ciencia antártica y la protección del medio ambiente antártico, y promover vocaciones antárticas en los jóvenes de nuestro país.